# Conquest (film, 1997)
Pour les articles homonymes, voir Conquest.
Conquest (La Dernière conquête) est un film pornographique américain tourné en 1997, produit par le studio Wicked Pictures. Le film a été réalisé par Brad Armstrong. 

## Synopsis
Afin de venger la mort de son père, la fille d'un pirate assassiné par pendaison par les sbires d'un infâme gouverneur, s'associe avec un capitaine de pirate dont l'épouse a été également assassinée par le même homme.

## Fiche technique
- Titre : Conquest
- Réalisation : Brad Armstrong
- Scénario : Greg Steelberg et Brad Armstrong
- Production : Wicked Pictures
- Date de sortie : 25 novembre 1997
- Film : américain
- Genre : pornographie
- Durée : 115 minutes
- Film pour adultes

## Distribution
- Jenna Jameson : Rachel Thorne
- Shayla LaVeaux : une amie de Rachel
- Juli Ashton : Lady Louise
- Asia Carrera : Princess Jade
- Alex Dane : une indigène
- Kia : une indigène
- Mark Davis : un pirate
- Vince Vouyer : Capitaine Jack Ransom
- Brad Armstrong : Sir William James